# 虢公翰
虢公翰，生卒年不详，姬姓，名翰，西周末年及东周初年西虢国（或南、北虢国）君主。梁玉繩認為他可能是虢石父之子。

## 生平
前771年，申侯联合繒国及犬戎杀周幽王与伯服于骊山之下。周幽王死后，申侯、缯侯及许文公在申国立宜臼为周天子，即周平王。而虢公翰则在携（位于西周首都镐京附近）拥立余臣为周天子，即携王，形成二王并立的局面。

## 评价
梁宁森、郑建英所著的《虢国研究》认为虢公翰在不合时宜之时违背宗法制度拥立携王，使周朝统治集团内部矛盾公开化、尖锐化，恶化了周朝的统治形势，也加快了平王东迁的速度。